# Saison 4 de Ballers
Cet article présente la saison 4 de la série télévisée Ballers.

## Distribution[1]
- Dwayne Johnson (Spencer Strasmore)
- Rob Corddry (Joe Krutel)
- John David Washington (RIcky Jerret)
- Omar Benson Miller (Charles Greane)

- Donovan Carter (Vernon Littlefield)
- Troy Garity (Jason Antolotti)
- London Brown (Reggie)
- Jazmyn Simon (Julie Greane)
- Brittany S. Hall (Amber)